# Sōke
Sōke (japanisch 宗家) heißt wörtlich Familienoberhaupt bzw. Gründer oder Rektor. So oder als Dōshu bezeichnet man den Begründer/ Bewahrer einer ganzen Kampfkunst (jap. Budō) oder einer Stilrichtung aus Fernost.

## Korrekte Verwendung
Ein Sōke ist der Meister eines Stils, meistens ist es der höchstrangige Titel für den (einen) Leiter einer Kampfkunstschule oder eines -stiles.
Sōke haben die oberste Autorität innerhalb ihres Stils und die endgültige Entscheidung über Beförderungen, Lehrplan, Doktrin und Verwarnungen. Sie können eine Beglaubigung Menkyo Kaiden („Einweihung in das Geheimnis einer Lehre“) ausstellen, die bestätigt, dass jemand alle Aspekte eines Stils gemeistert hat.
In Aikidō werden Sōke als Dōshu (japanisch 道主, wörtlich Meister des Weges) bezeichnet.
Die verbreitete Nutzung von „Sōke“ ist umstritten. In Japan selbst wird es traditionell selten verwendet, in der Regel nur bei sehr alten Kampfkünsten. Allerdings ist es eine recht häufige Bezeichnung für Rektoren von in den letzten Jahrzehnten gegründeten Schulen geworden, die den Versuch unternehmen, eine ältere Kampfkunst zu rekonstruieren. (Ein westliches Pendant dazu wäre modernes Pankration.)
Einige moderne, aus dem Westen stammende Sōke verwenden den Titel „Sōke-Dai“ (japanisch 宗家代) für ihren Konrektor, der als Leiter der Schule auftritt; das japanische „Dai“ lässt sich in diesem Zusammenhang als „Stellvertreter“ übersetzen. Ein Shihan-Dai, Sōke-Dai, oder Sōke-Dairi bezeichnet so jemanden, der vorübergehend anstelle des Rektors lehrt, beispielsweise durch die Verhinderung des Sōke durch Verletzung oder Krankheit.
Sōke wird manchmal verwechselt mit dem Gründer eines Stils (Shodai Sōke). Die Nachfolger eines Shodai Sōke sind allerdings ebenfalls Sōke.

## Missverständnis und Missbrauch
Viele heutige Sōke sind Rektoren der ersten Generation ihres Stils (Shodai Sōke), also gleichzeitig Sōke und Gründer.
Während wenige moderne Shodai Sōke diesen Titel von Mitgliedern renommierter japanischer Kampfkunstverbände verliehen bekommen haben, gibt es häufig selbsternannte, meist westliche, Sōke als Gründer eigener, oft wenig ausgereifter und kommerziell orientierter Kampfkunstsysteme, welche manchmal pejorativ in Anlehnung an die japanische Kinderserie Pokémon als Sokemon bezeichnet werden.